# Bernard Schultze
Bernard Schultze (Schneidemühl, hoy Piła, Polonia, 13 de mayo de 1915 - Colonia, 14 de abril de 2005) fue un pintor alemán, cofundador del grupo de artistas Quadriga. En 1955 se casó con la pintora Ursula Bluhm.